# Демчик Дмитро Олександрович
Дмитро́ Олекса́ндрович Де́мчик — майор Служби безпеки України, учасник російсько-української війни.

## Нагороди
- Орден Богдана Хмельницького ІІІ ст.;
- Орден «За мужність» III ст. (29.9.2014) — «за особисту мужність, виявлену у захисті державного суверенітету і територіальної цілісності України, зразкове виконання військового обов’язку та високий професіоналізм»[1];
- Орден Данила Галицького (17.05.2024) — «за особисту мужність і самовідданість, виявлені у захисті державного суверенітету та територіальної цілісності України, сумлінне та бездоганне служіння Українському народові»[2].